# Mostkowo (przystanek kolejowy)
Mostkowo – nieistniejący przystanek osobowy w Mostkowie w Polsce, w województwie zachodniopomorskim, w powiecie myśliborskim, w gminie Barlinek.